# Indira Gandhi International Airport

i7
i11
i13

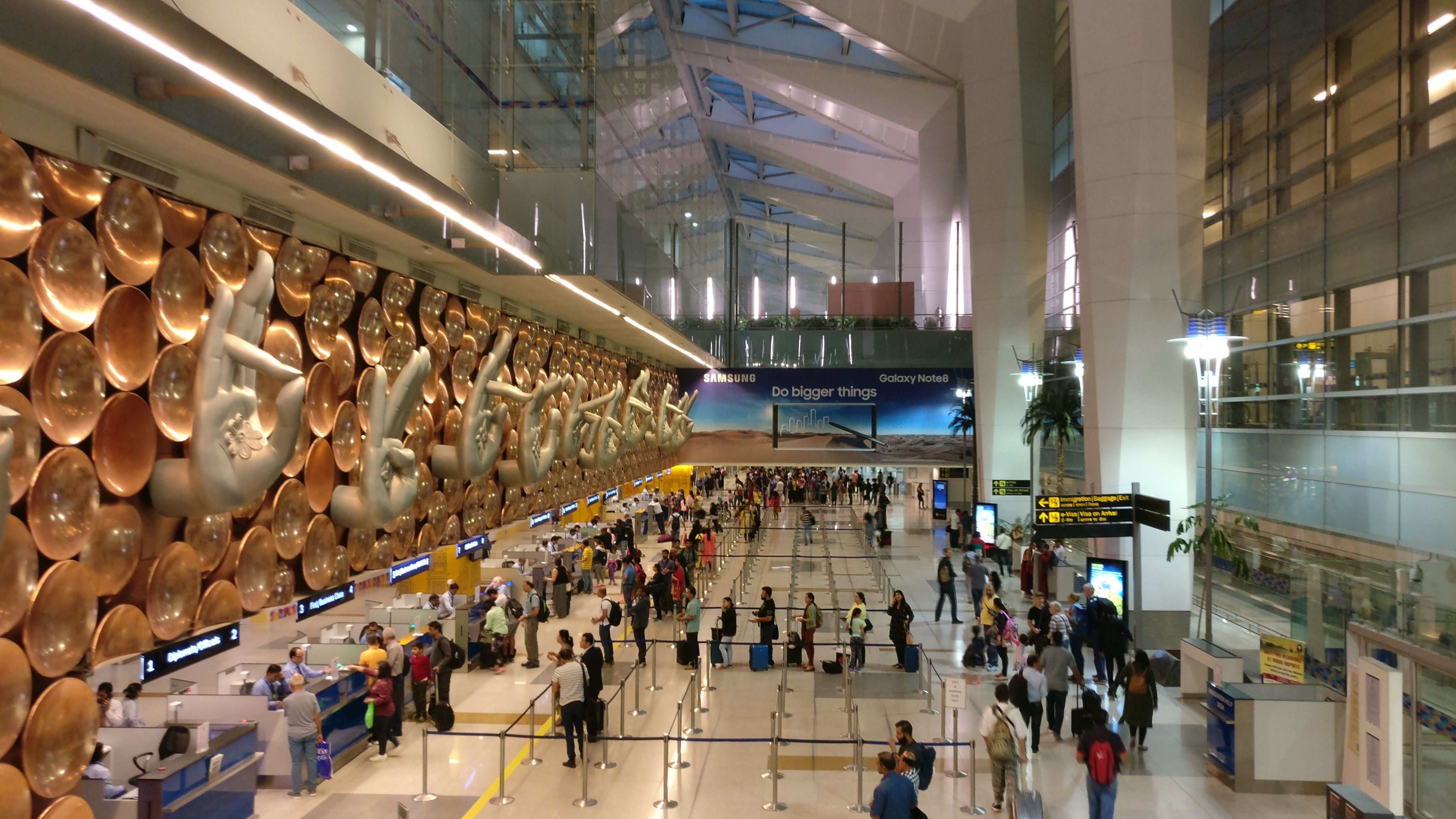
Innenansicht von Terminal 3

Der Indira Gandhi International Airport (kurz IGI; IATA-Code: DEL, ICAO-Code: VIDP) ist ein internationaler Verkehrsflughafen im Nationalen Hauptstadtterritorium Delhi in Indien. Er liegt im Südwesten der eine einzige Agglomeration bildenden Megastadt, die mit Neu-Delhi auch die indische Hauptstadt umfasst.
Der Flughafen gehört zu den verkehrsreichsten in Asien und verfügt über vier Start-/Landebahnen sowie drei Terminals: Terminal 1 ist der ehemalige Palam International Airport, das für den nationalen Flugverkehr verwendet wird. Terminal 2 und vor allem Terminal 3 sind für internationale Flüge vorgesehen.
Der Indira Gandhi International Airport dient als Drehkreuz für zahlreiche indische Fluggesellschaften wie Air India, Alliance Air, IndiGo Airlines und SpiceJet.
Zu den Commonwealth Games 2010 wurde der Flughafen an das Netz der Metro Delhi angeschlossen.
Momentan wird ein zweiter Flughafen mit dem Namen Noida International Airport gebaut. Die Eröffnung ist für 2025 geplant.

## Terminal 3

Flughafendiagramm

Im Juli 2010 wurde nach 37 Monaten Bauzeit das Terminal 3 in Betrieb genommen. Es hat eine Fläche von 502.000 m² und ist damit weltweit das achtgrößte Passagierterminal. Die zugebaute Kapazität von 34 Millionen Passagieren dürfte bei dem gegenwärtigen Verkehrswachstum für etwa zehn Jahre (bis 2020) ausreichen. Weitere Ausbaupläne bis zum Jahr 2026 sehen eine Kapazitätsgröße von 100 Millionen Passagieren vor.
Derzeit fliegen folgende Airlines mit der A380 nach Delhi: Singapore Airlines auf der Route Singapur–Delhi; seit dem 26. Oktober 2014 setzt Lufthansa diesen Flugzeugtyp auf der Route Frankfurt–Delhi, deren Basis später auf den Flughafen München verlegt wurde.

## Zwischenfälle
(Auswahl)
- Am 3. November 1946 wurde bei einer Avro York C.1 der Royal Air Force (Luftfahrzeugkennzeichen MW225) während des Starts vom Flughafen Delhi-Palam das Fahrwerk vorzeitig eingefahren und verklemmte sich. Bei der Rückkehr wurde eine geplante Bauchlandung durchgeführt. Dabei wurde das Flugzeug irreparabel beschädigt. Alle Insassen, Besatzungsmitglieder und Passagiere, überlebten den Unfall.[6][7]

- Am 27. September 1947 verunglückte eine Douglas DC-3/C-47 der Indischen Luftstreitkräfte (Royal Indian Air Force) (Kennzeichen unbekannt) bei der Landung auf dem Flughafen Delhi-Palam. Von den 20 Insassen kamen 13 ums Leben, alle fünf Besatzungsmitglieder und 8 Passagiere.[8]

- Am 8. Oktober 1948 platzte beim Start einer Vickers Viking 1B der Indian National Airways (VT-CEJ) vom Flughafen Delhi-Palam nach Kalkutta der linke Reifen. Die Maschine brach aus und verließ die Startbahn, woraufhin das Fahrwerk zusammenbrach. Es kam zum Totalschaden. Alle 19 Passagiere und die vier Besatzungsmitglieder überlebten.[9]

- Am 9. Mai 1953 stürzte eine Douglas DC-3 der Air India (VT-AUD) nach dem Start vom Flughafen Delhi-Palam etwa 30 Kilometer südlich aufgrund eines Kontrollverlusts ab. Alle 18 Insassen wurden getötet (siehe auch Flugunfall der Air India bei Delhi 1953).[10]

- Am 15. Mai 1958 wurde eine Convair CV-240 der Pakistan International Airlines (AP-AEH) beim Nachtstart vom Flughafen Delhi-Palam nach dem Abheben aus einer Höhe von etwa 60 Metern in einer leichten Linkskurve wieder in den Boden geflogen. Das Flugzeug schlug 220 Meter hinter dem Startbahnende und 100 Meter links von der Bahngrundlinie auf und explodierte. Ursache waren die ungenügenden Fähigkeiten des Kapitäns, nach Instrumenten zu fliegen, sowie möglicherweise eine leichte Erkrankung. Am einzigen einsatzbereiten Löschfahrzeug riss nach kurzer Zeit eine Rohrverbindung, so dass der Löschschaum nicht mehr direkt ausgebracht werden konnte. Bei diesem CFIT (Controlled flight into terrain) wurden 21 Insassen getötet, vier Besatzungsmitglieder und 17 Passagiere; die übrigen 17 Insassen überlebten (siehe auch Pakistan-International-Airlines-Flug 205).[11][12]

- Am 15. Februar 1966 setzte eine Sud Aviation Caravelle VI-N der Indian Airlines (VT-DPP) bei sehr schlechter Sicht auf dem Flughafen Delhi-Palam noch vor der Landebahn auf, rammte eine Betonsäule sowie andere Hindernisse und geriet in Brand. Von den 80 Insassen kamen zwei Passagiere ums Leben.[13]

- Am 25. Januar 1970 geriet eine Fokker F-27-200 Friendship der Royal Nepal Airlines (9N-AAR) nach einem Flug von Kathmandu (Nepal) während des Endanflugs auf den Flughafen Delhi-Palam in ein schweres Gewitter mit Turbulenzen und schweren Fallböen. Die Piloten verloren die Kontrolle über das Flugzeug; es stürzte drei Kilometer östlich des Flughafens ab. Ein Crewmitglied kam ums Leben, alle anderen 22 Insassen überlebten.[14]

- Am 14. Juni 1972 flog eine Douglas DC-8-53 der Japan Airlines (JA8012) beim Landeanflug 20 Kilometer östlich des Flughafens in den Boden. Dabei wurden 82 der 87 Personen an Bord sowie vier am Boden getötet.[15]

- Am 12. August 1972 wurde mit einer Fokker F-27-100 der Indian Airlines (VT-DME) im Anflug auf den Flughafen Delhi zunächst durchgestartet. Beim zweiten Versuch flog der Kapitän unter die Mindestsinkflughöhe. Als er den Boden erkannte, leitete er viel zu spät ein erneutes Durchstarten ein, allerdings mit voll ausgefahrenen Landeklappen und ausgefahrenem Fahrwerk. Die F-27 schlug 1,5 Kilometer südlich des Flughafens im Gelände auf. Durch diesen CFIT (Controlled flight into terrain) wurden alle 18 Insassen getötet – vier Besatzungsmitglieder und 14 Passagiere.[16]

- Am 31. Mai 1973 unterschritt der Kapitän einer Boeing 737-2A8 der Indian Airlines (VT-EAM) im Landeanflug auf den Flughafen Delhi bei einer Sichtweite unter der vorgeschriebenen Mindestsichtweite die Mindestsinkflughöhe, ohne die Landebahn in Sicht zu haben. Die Maschine verfing sich schließlich in Hochspannungsleitungen, stürzte zu Boden und ging in Flammen auf. Von den 65 Personen an Bord starben 48 (siehe auch Indian-Airlines-Flug 440).[17]

- Am 19. Juni 1988 machten die Piloten einer Boeing 737-2A8 der Indian Airlines (VT-EAI) auf dem Flughafen Delhi-Indira Gandhi aufgrund schlampiger Arbeit mit den Verfahren eine Bauchlandung, weil sie vergessen hatten, das Fahrwerk auszufahren. Das Flugzeug geriet in Brand und wurde irreparabel beschädigt. Alle 134 Insassen – sechs Besatzungsmitglieder und 128 Passagiere – überlebten den Unfall.[18]

- Am 7. Mai 1990 brach nach der harten Landung auf dem Flughafen Neu-Delhi ein Triebwerk einer Boeing 747-200 (VT-EBO) teilweise aus der Aufhängung, ausgelöst durch einen Wartungsfehler. Dadurch entstand ein Feuer, das auf die gesamte Tragfläche übergriff und die 747 zerstörte. Alle 215 Insassen überlebten.[19]

- Am 9. Januar 1993 setzte eine Tupolew Tu-154B-2 der Indian Airlines, betrieben durch Uzbekistan Airways (UK-85533), bei der Landung auf dem Flughafen Delhi-Indira Gandhi rechts neben der Landebahn auf. Die Sichtweite im Nebel lag unter der vorgeschriebenen Mindestsicht. Sie kollidierte mit einigen festen Einrichtungen am Boden, erhob sich wieder in die Luft und landete schließlich auf dem Boden rechts neben der Landebahn. Dabei brachen die rechte Tragfläche sowie das Heck des Flugzeugs ab und es kam in Rückenlage zum Liegen. Als Unfallursachen wurden hauptsächlich die Fehler des usbekischen Kapitäns ermittelt, trotz der unzulässig schlechten Sicht nicht nach Ahmedabad auszuweichen und dann auch noch ein Durchstarten zu unterlassen, als der Sichtkontakt zur Landebahn verloren war. Alle 165 Insassen, 13 Besatzungsmitglieder und 152 Passagiere, überlebten trotzdem den Unfall.[20]

- Am 8. März 1994 stürzte eine Boeing 737-200 der indischen Sahara Airlines (VT-SIA) bei einem Trainingsflug auf das Vorfeld des internationalen Terminals. Das brennende Wrack der Maschine rutschte gegen eine Iljuschin Il-86 der Aeroflot, welche daraufhin ebenfalls in Brand geriet und zerstört wurde. Bei dem Unfall starben alle vier Besatzungsmitglieder der Boeing, in der Iljuschin vier weitere Menschen sowie eine Person auf dem Vorfeld. Ursache war die Betätigung des Seitenruders durch einen auszubildenden Piloten in die falsche Richtung bei einem simulierten Triebwerksausfall (siehe auch Flugunfall am Flughafen Delhi 1994).[21]

- Am 2. Dezember 1995 wurde eine Boeing 737-2A8 der Indian Airlines (VT-ECS) auf dem Flughafen Delhi nach einem völlig unstabilen Anflug erst 610 Meter vor dem Landebahnende aufgesetzt. Natürlich konnte die Maschine auf der verbleibenden Landebahnlänge nicht mehr zum Stillstand gebracht werden, zumal die Bremsklappen auch nicht ausgefahren wurden, überrollte das Landebahnende und rammte auf dem unebenen Boden einen 45 Zentimeter hohen Kabelkanal aus Beton. Das Flugzeug wurde irreparabel beschädigt. Alle 108 Insassen, sechs Besatzungsmitglieder und 102 Passagiere, überlebten den Unfall.[22]

- Am 12. November 1996 stieß eine Boeing 747-100B der Fluggesellschaft Saudi Arabian Airlines, die vom Flughafen abhob, mit einer Iljuschin Il-76 der Air Kazakhstan, die im Landeanflug befand, zusammen. Alle 349 Personen an Bord beider Flugzeuge starben (siehe Flugzeugkollision von Charkhi Dadri).[23]

- Am 8. März 2002 sollte ein Airbus A300B2-101 der Indian Airlines (VT-EFW) durch Mechaniker des Bodenpersonals auf dem Flughafen Delhi-Indira Gandhi auf eine andere Position gerollt werden. Nachdem einer die Sicherung für „flight idle“ (erhöhte Leerlaufdrehzahl) aktiviert hatte, sprang das Flugzeug über die Bremsklötze und rollte auf den Wartungshangar für Frachtflugzeuge zu. Aufgrund der flight-idle-Stellung funktionierten Bremsen und Bugradsteuerung nicht. Um dem Hangar auszuweichen, erhöhten die Mechaniker den Schub des rechten Triebwerks auf 90 %. Nachdem das Flugzeug sich um etwa 80° gedreht hatte, verloren sie vollends die Kontrolle und es raste direkt auf die Flughafen-Begrenzungsmauer neben den Hangars zu und durchbrach sie. Das Bugfahrwerk brach zusammen und die Flugzeugnase bohrte sich in den Boden. Das Flugzeug wurde irreparabel beschädigt. Alle fünf Insassen (Bodenmechaniker) überlebten den Totalschaden.[24]

- Am 28. Juni 2024 brachte ein Monsunregen das Dach eines Abflugterminals für Inlandflüge teilweise zum Einsturz. Ein Mensch kam dabei ums Leben, acht weitere wurden verletzt.[25]